# أزيكس
أزيكس (アシックス Ashikkusu) هي شركة يابانية متعددة الجنسيات تنتج الملابس الرياضية. الاسم هو اختصار للعبارة اللاتينية anima sana in corpore sano (التي ترجمتها Asics إلى "العقل السليم في الجسم السليم"). تشتهر Asics بأحذيةها الرياضية، ولكنها تنتج أيضًا أحذية أخرى مثل الصنادل، بالإضافة إلى الملابس (القمصان والسترات والسترات وملابس السباحة والملابس الضاغطة واللباس الداخلي والجوارب) والإكسسوارات (الحقائب وحقائب الظهر والقبعات). يقع مقرها الرئيسي في كوبي، محافظة هيوغو، اليابان.

## تاريخ الشركة

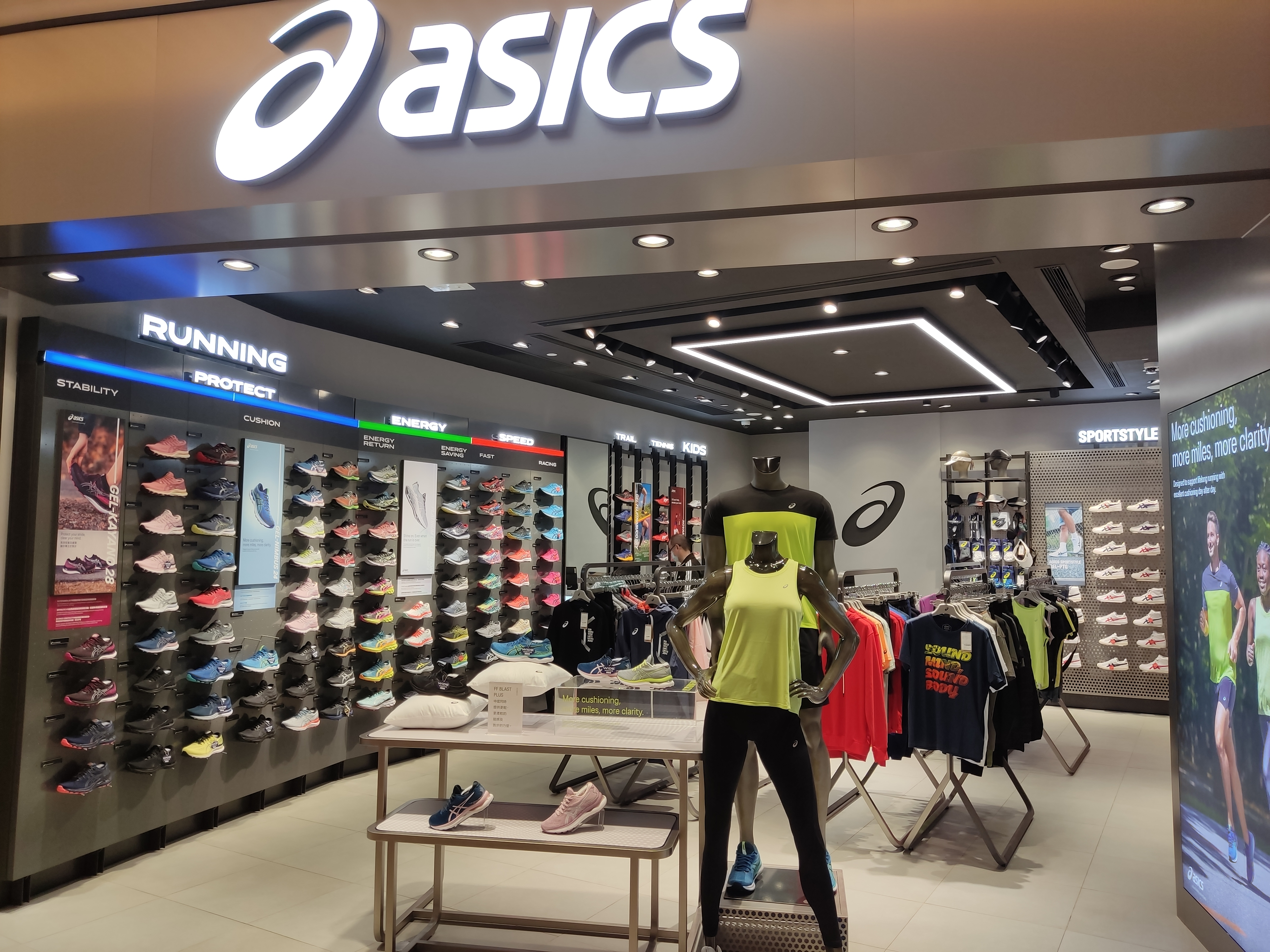
متجر في المدن الجديدة في هونغ كونغ

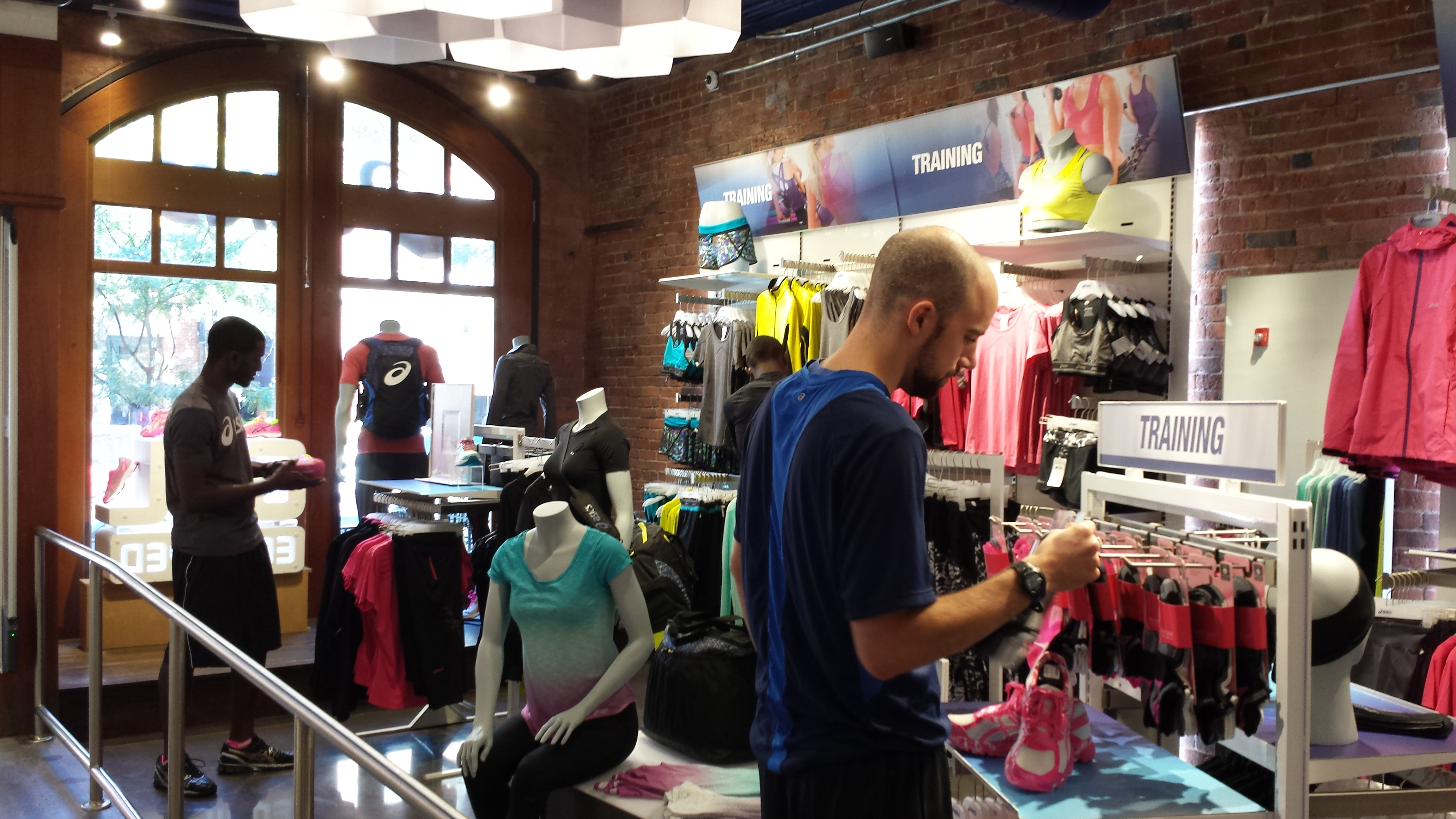
داخل متجر Asics في شارع نيوبري، في قسم Back Bay في بوسطن

بدأت شركة أزيكس باسم Onitsuka Co., Ltd في 1 سبتمبر 1949. مؤسسها Kihachiro Onitsuka [اليابانية]
 بدأ بتصنيع أحذية كرة السلة في مسقط رأسه في كوبه، محافظة هيوغو، اليابان . توسع نطاق الأنشطة الرياضية التي تقدمها الشركة ليشمل مجموعة متنوعة من الأساليب الأولمبية المستخدمة منذ الخمسينيات من قبل الرياضيين في جميع أنحاء العالم. أصبحت معروفة خصوصًا بتصميم ميكسيكو 66 ،  الذي ظهرت فيه الخطوط المتقاطعة المميزة (المرادفة الآن للشركة) لأول مرة؛ ساعد الفنان القتالي بروس لي في نشر الحذاء. تم تعيين أونتسوكا رئيسًا للشركة الجديدة. على الرغم من تغيير الاسم، لا يزال يتم إنتاج مجموعة عتيقة من أحذية ازيكس. في عام 2015، أطلقت أسيكس علامتها التجارية "أسيكس تايجر" لتسويق الملابس الرياضية المستوحاة من تصميمات الشركة في السبعينيات والتسعينيات.
في عام 2021، أطلقت أزيكس أونوها (ウノハ)، وهي علامة تجارية موجهة للنساء. تبيع العلامة التجارية منتجاتها بشكل أساسي عبر الإنترنت ولا تستخدم مواقع فعلية بخلاف النوافذ المنبثقة التي تظهر في جميع أنحاء اليابان. وبصرف النظر عن كونها علامة تجارية للملابس تركز على النساء، فقد تعهدت أيضًا باستخدام مواد صديقة للبيئة في منتجاتها .

### العلاقة مع نايكي
تأسست شركة نايكي. لبيع أحذية Onitsuka Tiger في الولايات المتحدة. عندما زار فيل نايت اليابان في عام 1963، بعد وقت قصير من تخرجه من جامعة ستانفورد، أعجب بتلك الأحذية وقام على الفور بزيارة مكتب شركة الانتاج وطلب منهم أن يكون وكيل مبيعاتهم في الولايات المتحدة. وبعد سنوات، انهارت العلاقة ورفعت الشركتان دعوى قضائية ضد بعضهما، مع احتفاظ نايكي بحقوق تسمية العديد من الأحذية.

## الرعاية الرياضية

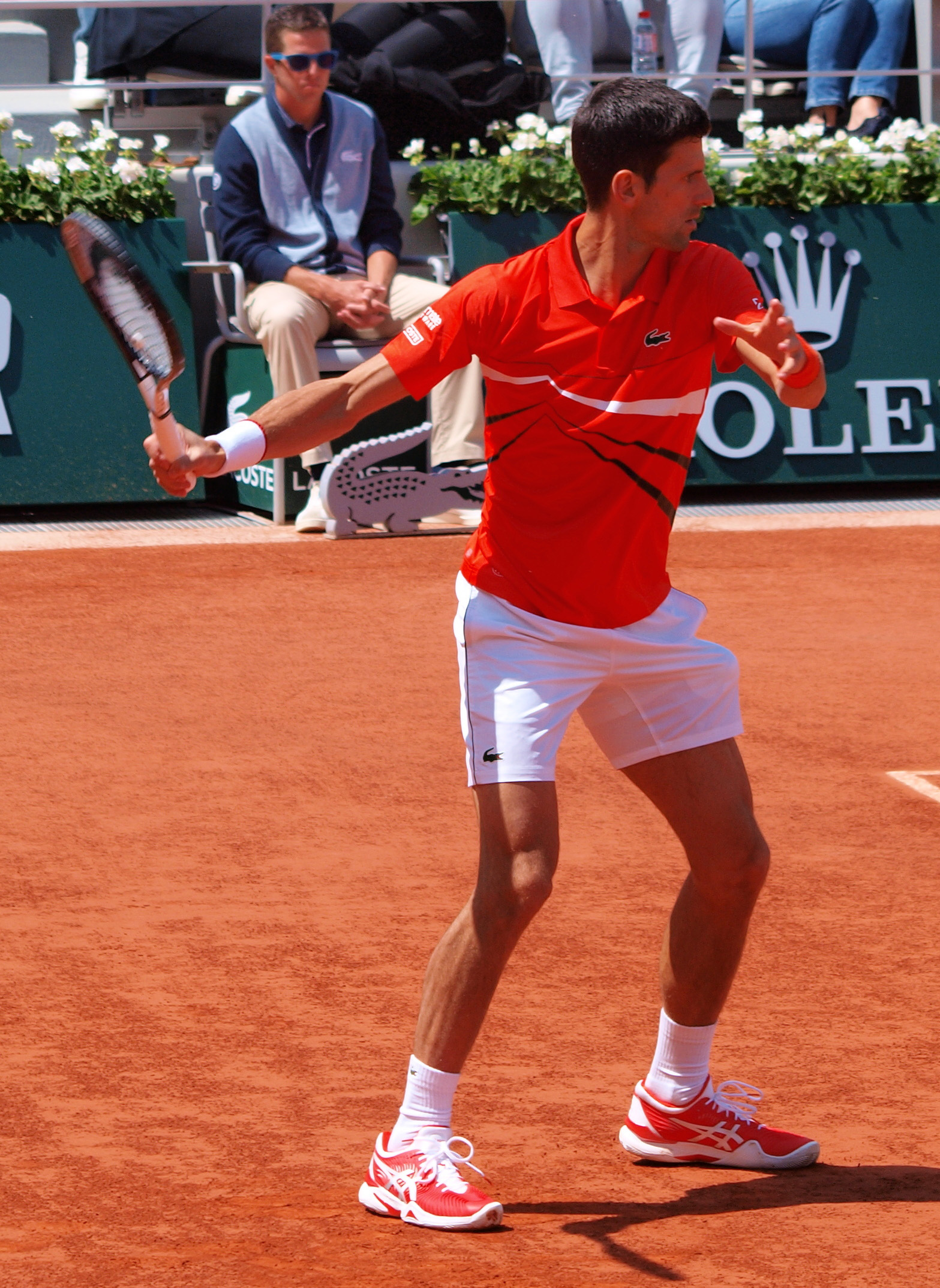
أيد نوفاك دجوكوفيتش أحذية أزيكس منذ بداية موسم 2018

ترعى الشركة مجموعة متنوعة من الاتحادات الرياضية والفرق.و تشمل رعاية الاتحاد الدولي لألعاب القوى وماراثون لوس أنجلوس . أعلنت الشركة في 4 أكتوبر 2011 أنها ستكون الشركة المصنعة الرسمية الجديدة للأطقم أقمصة منتخب أستراليا للكريكت، لتحل محل الشركة الألمانية أديداس .

## مشاكل في العمل
في مارس 2017، أغمي على الموظفين الذين يقومون بتجميع منتجات أسيكس في كمبوديا بسبب الدخان الكثيف الموجود في المصنع الذي كانوا يعملون فيه. وردت الشركة على ذلك بالقول أنها، "ستتعامل مع تدابير محددة، على التركيزعلى وعي العمال، بالإضافة إلى تضمين نظام تهوية محسّن".

## صور من ممتلكات الشركة

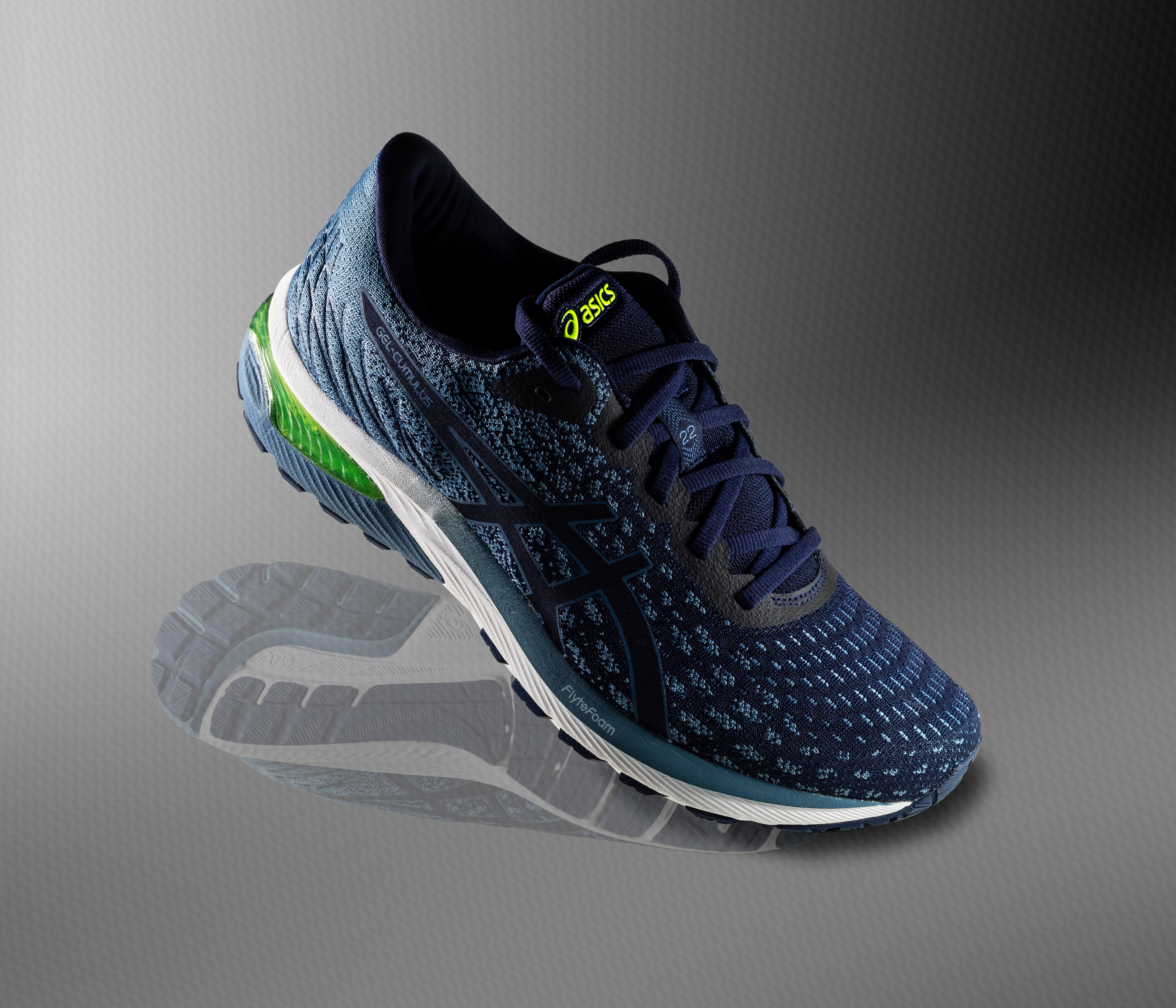
أزيكس جيل-كوميولوس 22
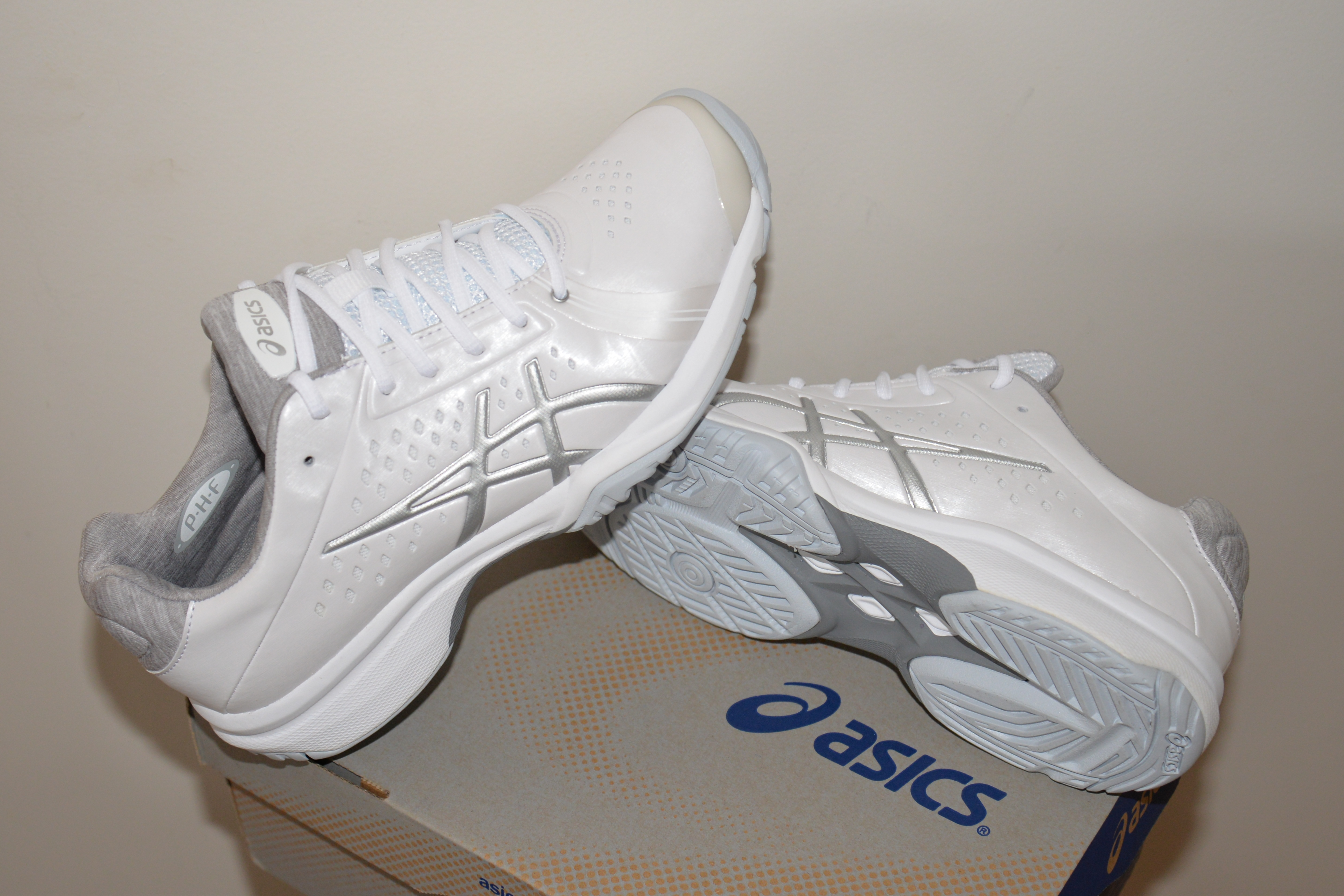
أزيكس جيل كورت بيلا للسيدات
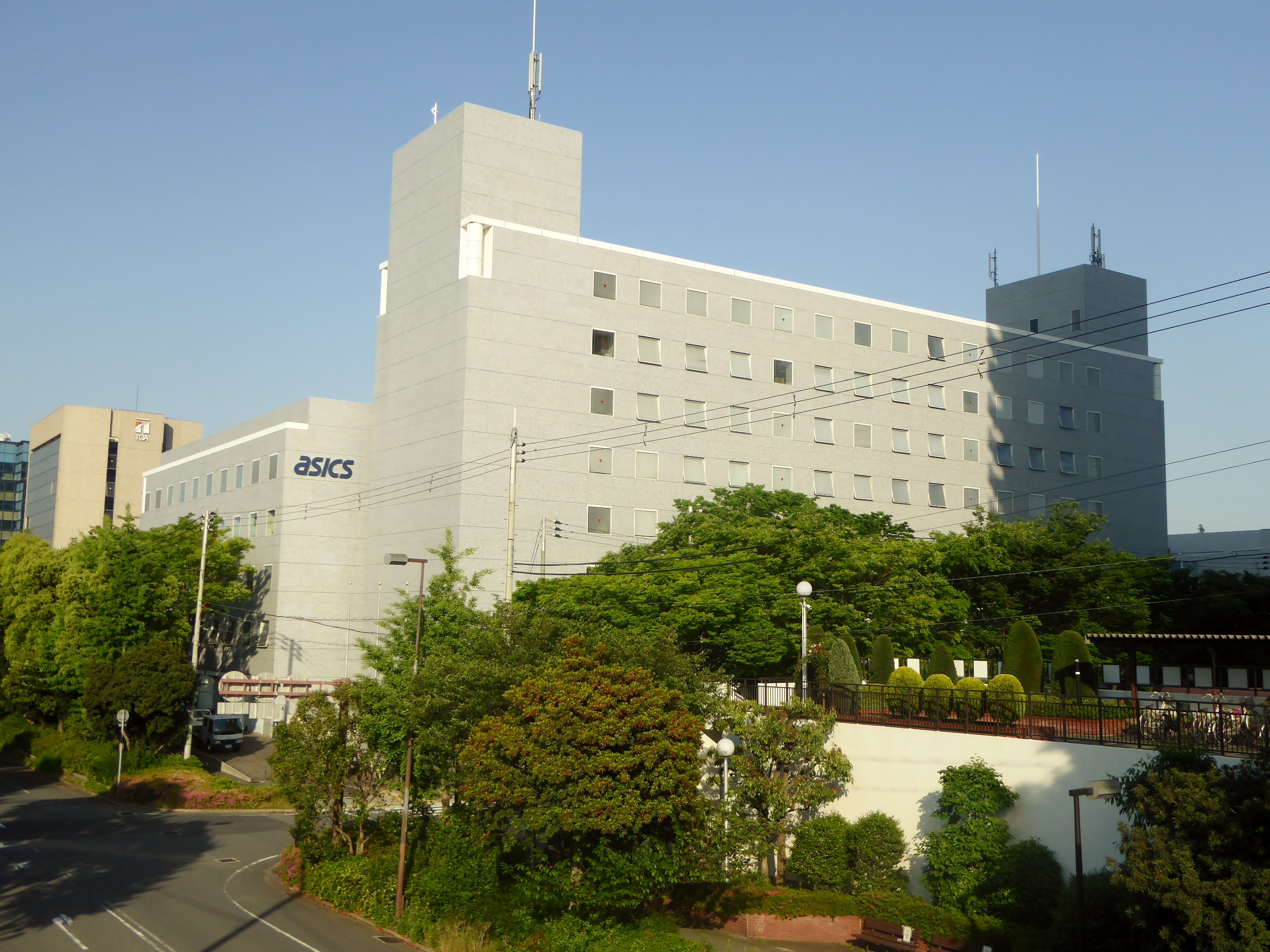
مقر الشركة في الولايات المتحدة
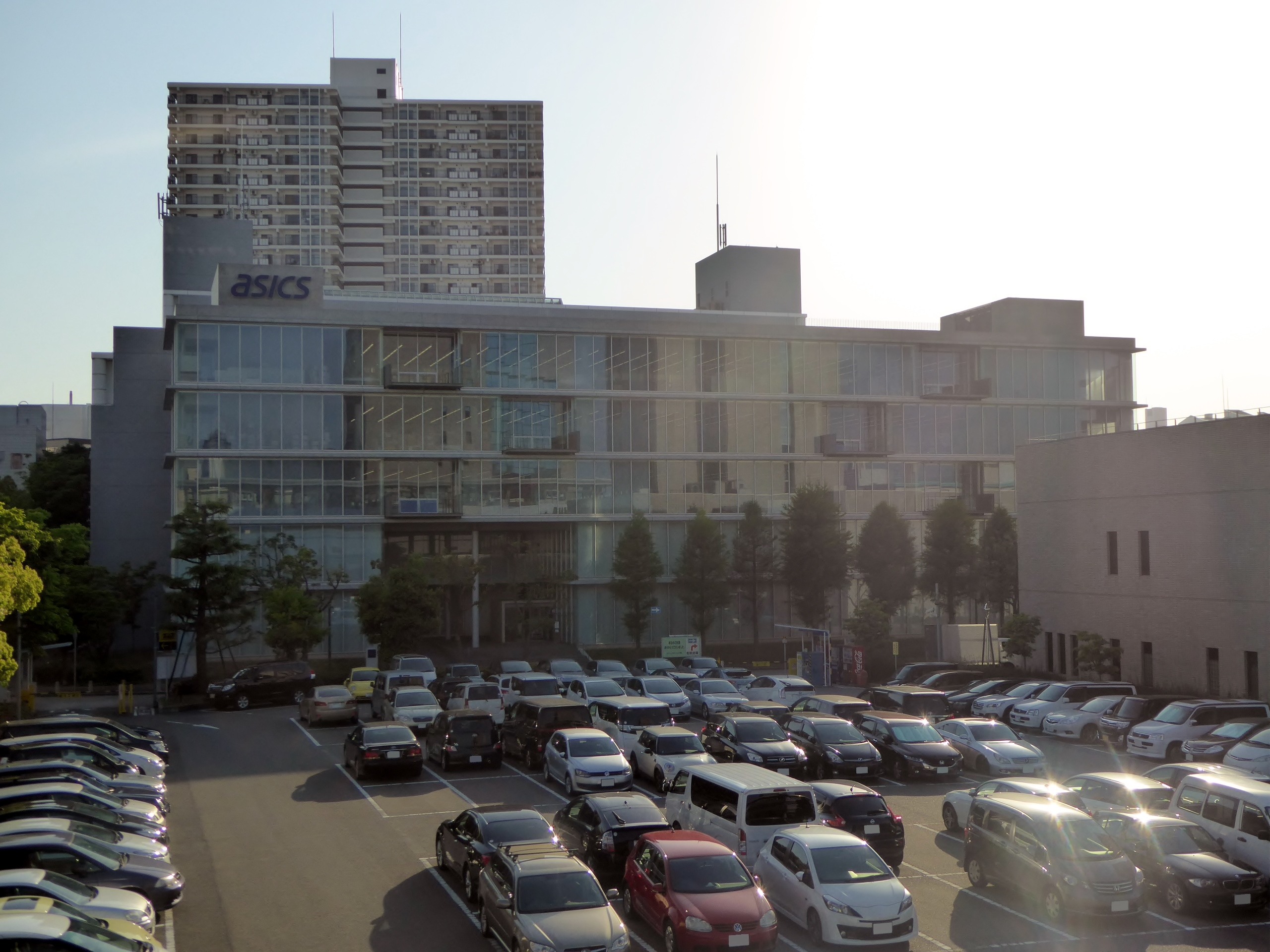
مقر الشركة الرئيسي في مدينة كوبه في اليابان
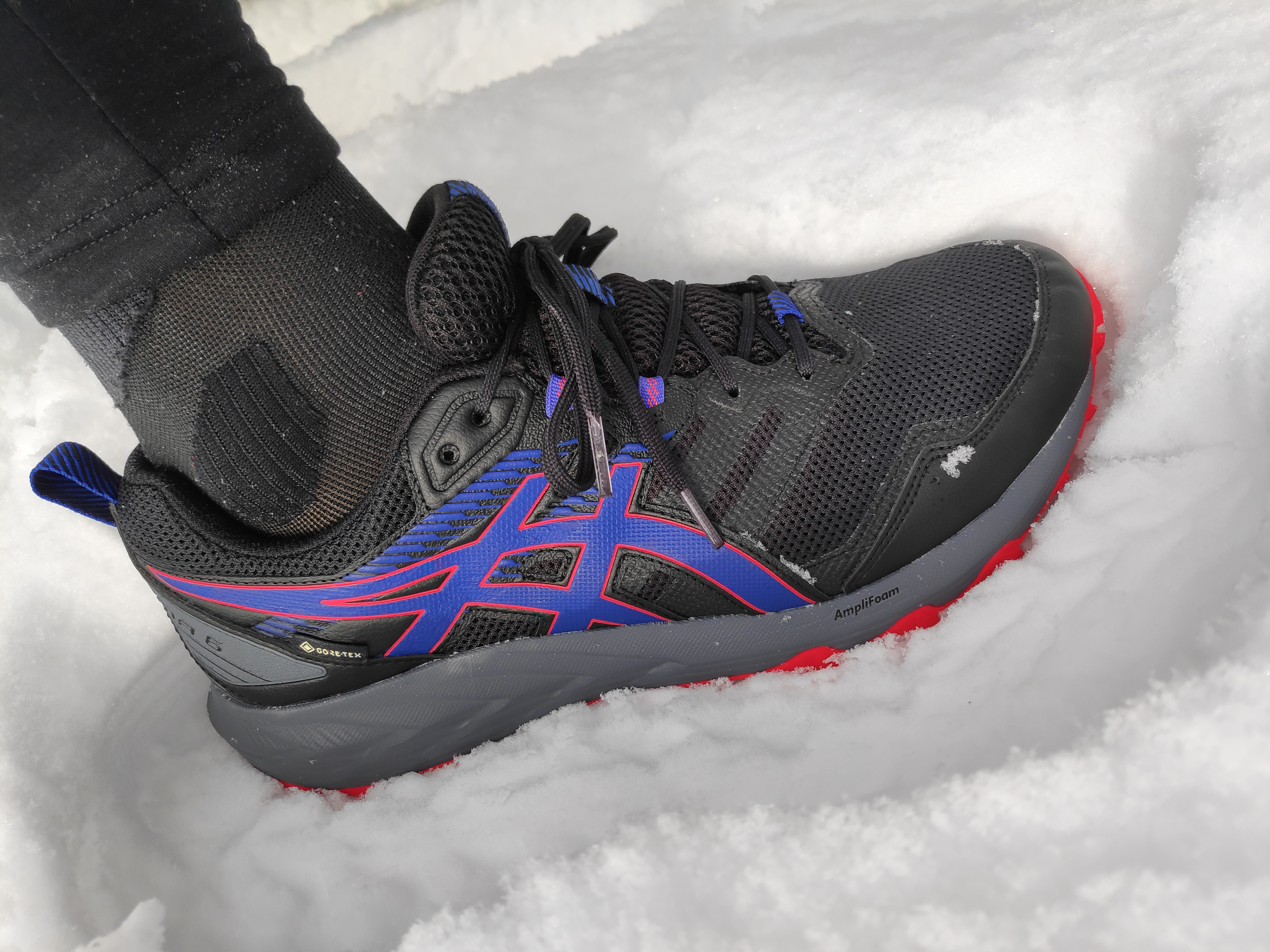
أزيكس جيل-سونوما 6 جي تي إكس للرجال
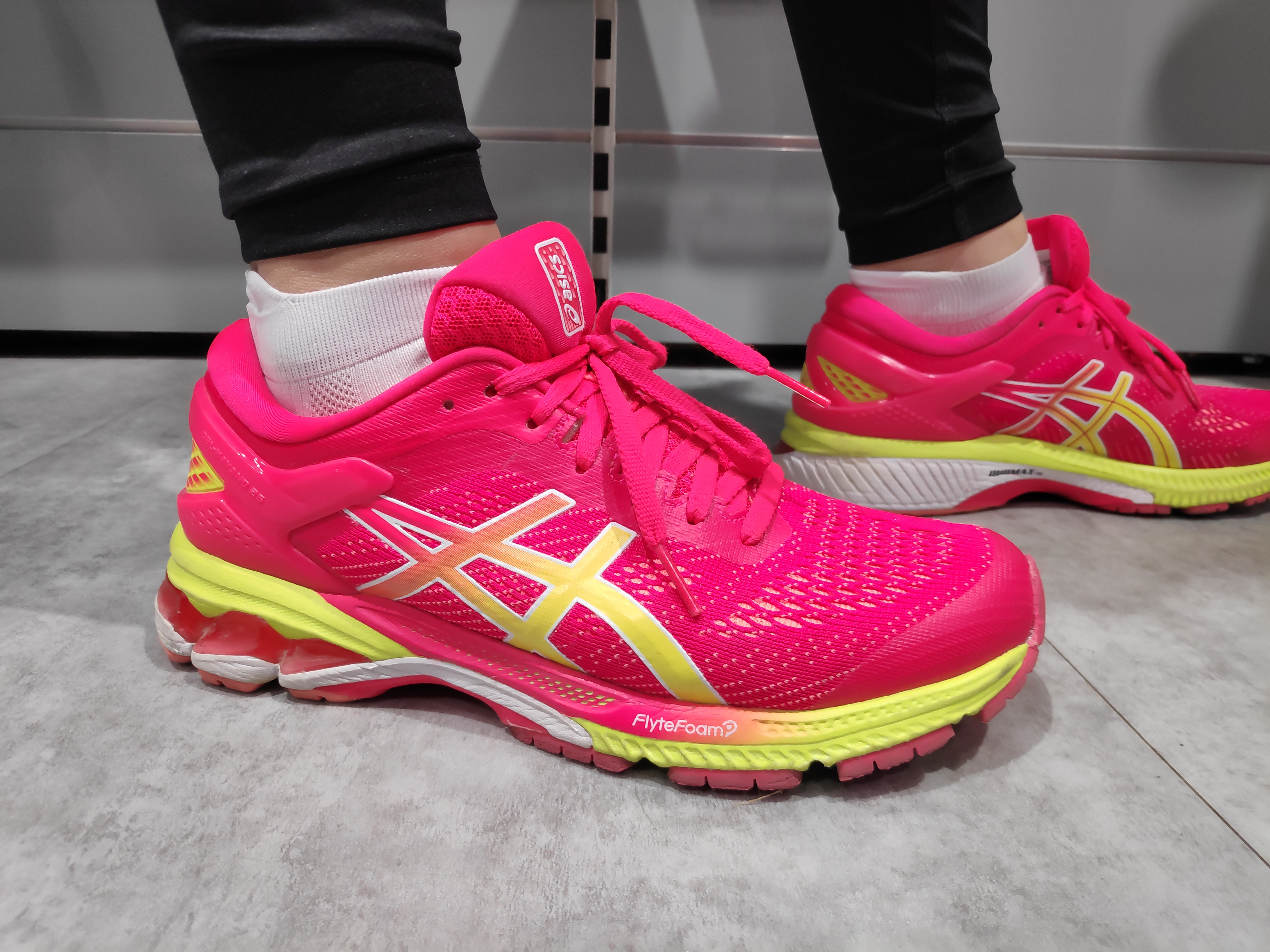
أزيكس جيل-كايانو 26 للسيدات
أزيكس نيمباس
شعار شركة أزيكس (1977-2003)
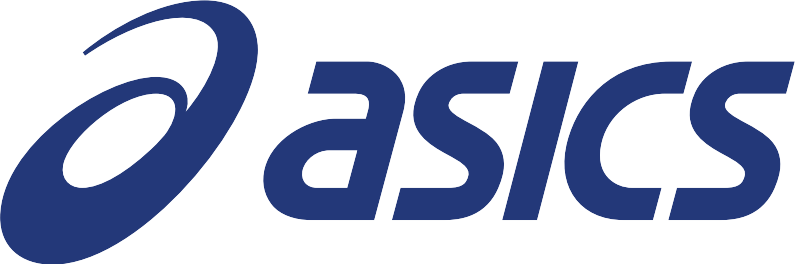
الشعار الحالي للشركة
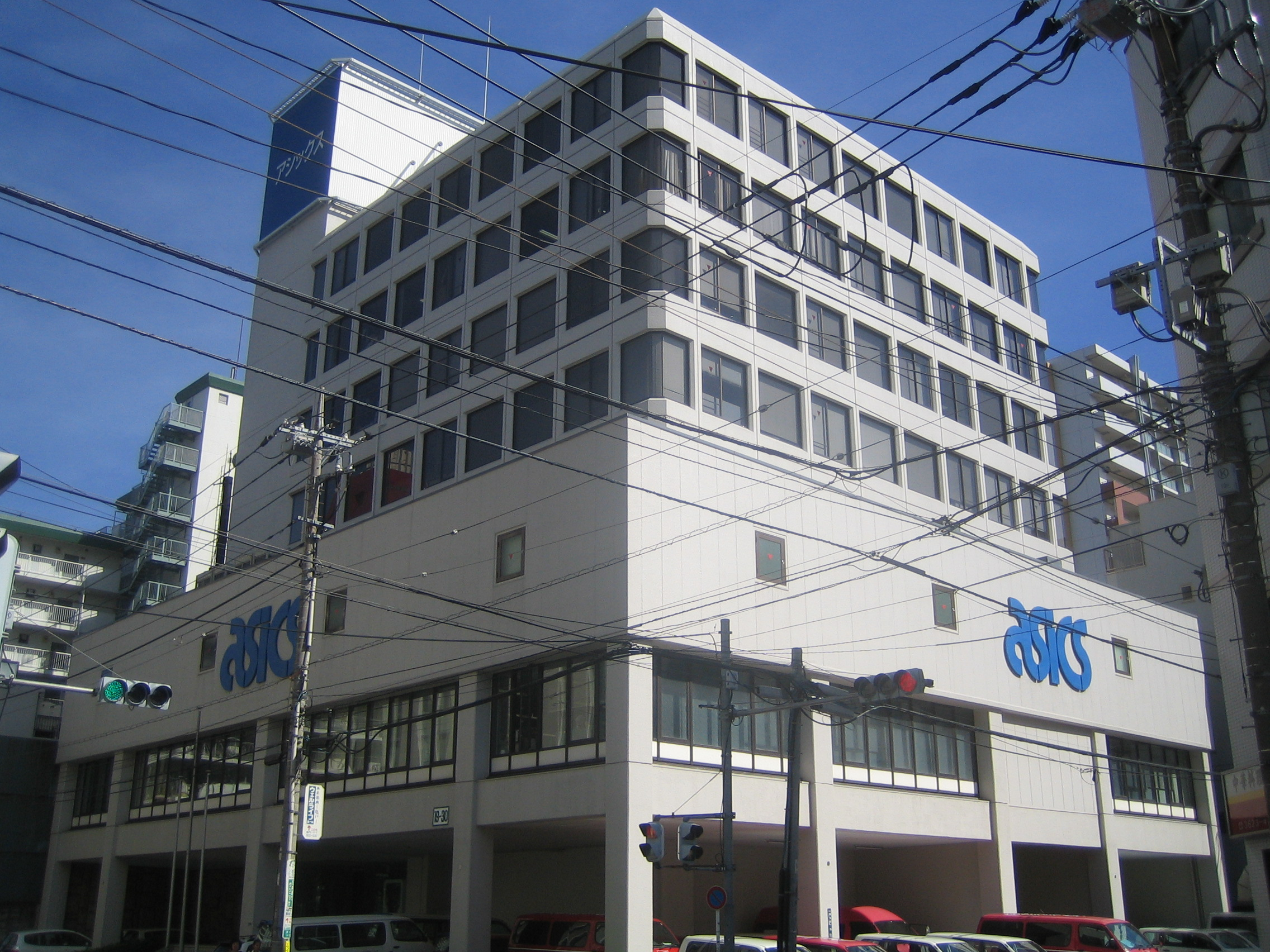
مقر شركة أزيكس في المكسيك
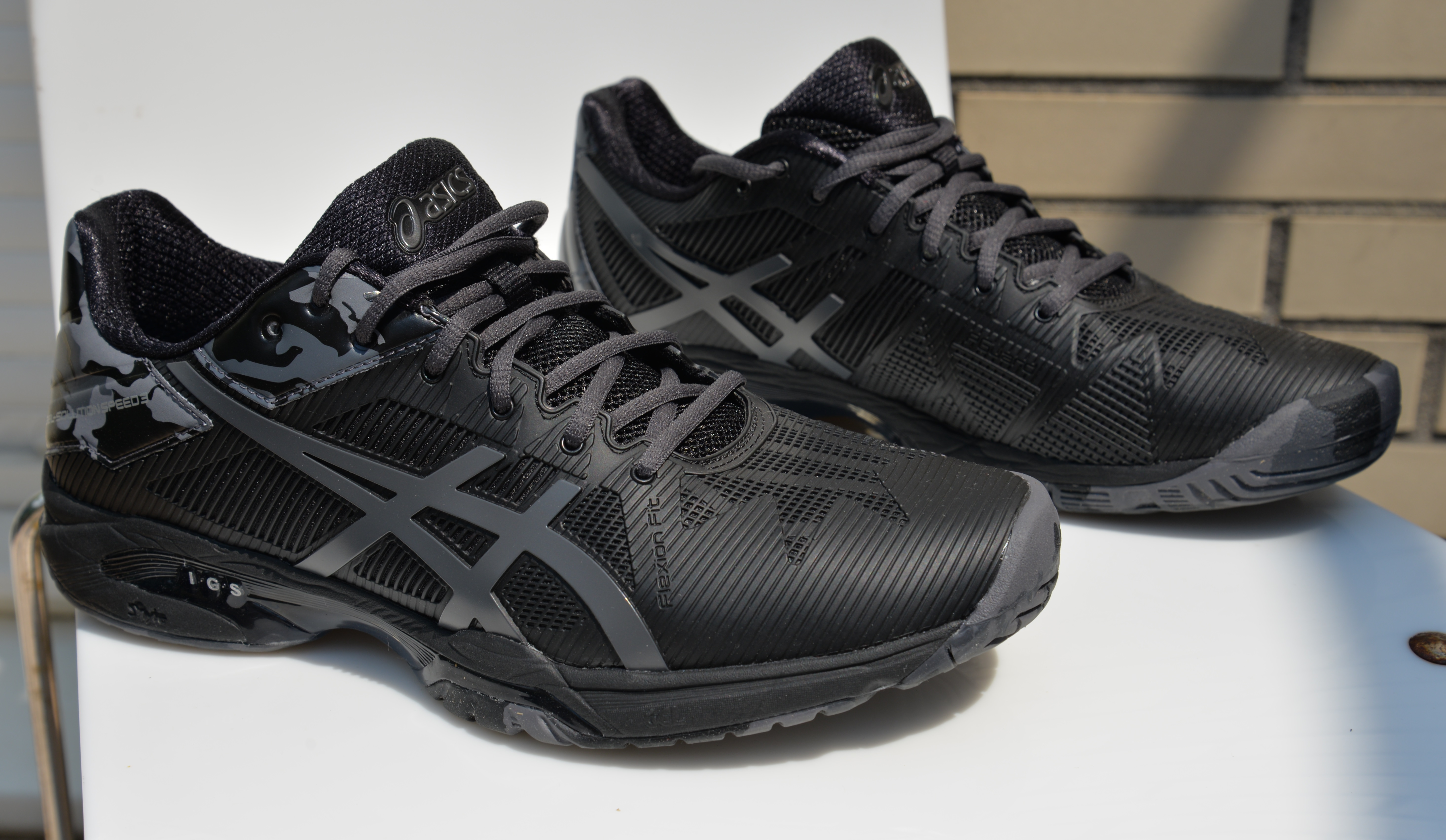
حذاء أزيكس جيل سولوشن سبيد الفئة الثالثة
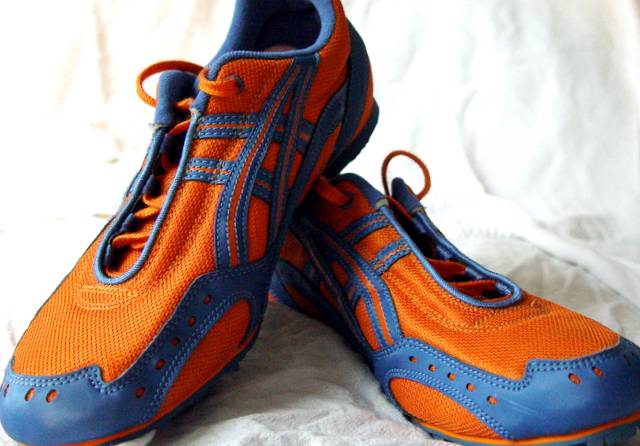
حذاء ازيكس لرياضة كرة القدم

## روابط خارجية
- الموقع الرسمي